# Bier in Zuid-Afrika

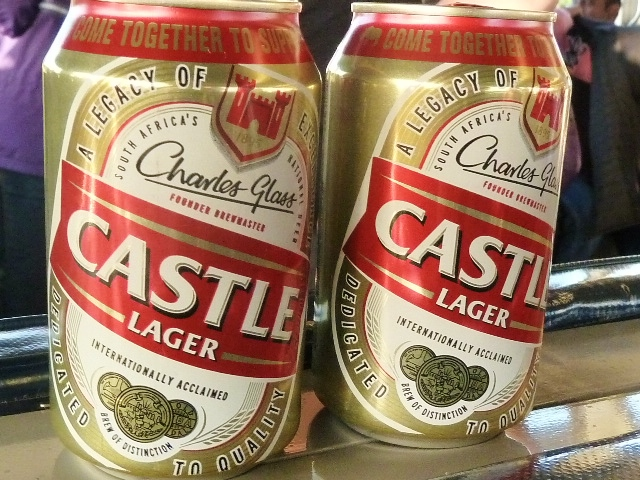
Castle Lager

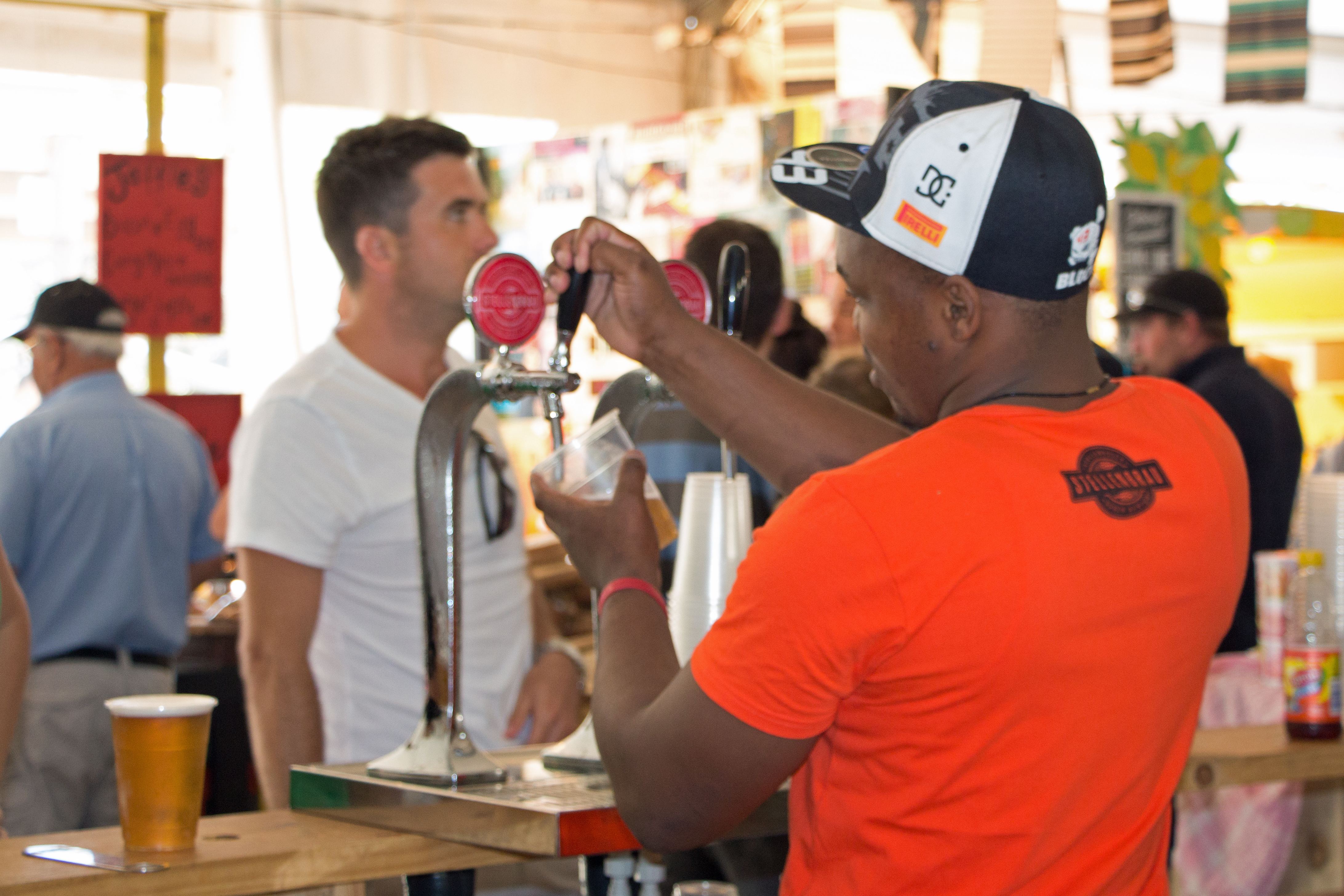
Bier Hier craft beer festival, Stellenbosch

Bier heeft in Zuid-Afrika een lange geschiedenis, met een onafhankelijke geschiedenis die teruggaat tot het begin van de 20ste eeuw.

## Geschiedenis
De ontwikkeling van het Zuid-Afrikaans bier is gevormd door twee belangrijke invloeden. Eerst waren het de Europese kolonisten die hun eigen kennis meebrachten. Vanaf 1650 waren het voornamelijk de Nederlandse immigranten en tijdens de 19de en 20ste eeuw de Britse immigranten die bijdroegen tot de ontwikkeling van de bierproductie.
Een andere belangrijke invloed is de inlandse kennis van de lokale zwarte bevolking, voornamelijk de Basotho, de Zoeloes en de Xhosa, die hun sorghum-bier brouwden lang voordat de Europese kolonisten kwamen. Umqombothi, in de Xhosa-taal, is een traditioneel bier dat gebrouwen wordt in de Transkei en gemaakt wordt van mais, maismout, sorgomout, gist en water.
De bierproductie in Zuid-Afrika is goed voor 34% van de totale Afrikaanse omzet. De bierconsumptie in Zuid-Afrika bedraagt circa 60 liter per persoon, ver boven het Afrikaans gemiddelde van 14,6 liter per persoon. Er worden, zoals in alle Afrikaanse landen, voornamelijk lagers gedronken.

## Cijfers 2013
- Bierproductie: 31,5 miljoen hl[1]
- Bierconsumptie: 31,5 miljoen hl[2]
- Bierconsumptie per inwoner: 59,7 liter
- Actieve brouwerijen:  circa 110 (voornamelijk microbrouwerijen en brouwpubs)

## Brouwerijen  (selectie)
South African Breweries (onderdeel van SABMiller) heeft een marktaandeel van 79%, gevolgd door de United National Breweries met 11% marktaandeel en de Brandhouse Breweries met een marktaandeel van 7%. Deze drie brouwerijen domineren de biermarkt met een aandeel van in totaal 97%. De overige 3% wordt gebrouwen door een groot aantal (voornamelijk) microbrouwerijen, die de laatste decennia in groten getale opgekomen zijn en meestal regionaal hun bier verkopen.

De grootste:
- South African Breweries (tweede grootste brouwerijgroep ter wereld)
- United National Breweries
- Brandhouse Breweries
- Mitchell's Brewery

## Bieren (selectie)
- Castle Lager, Milk Stout & Lite
- Hansa Pilsener
- Chibuku
- Ijuba
- Leopard Special
- Tlokwe
- Joburg
- Tafel Lager
- Windhoek
- Forester's Lager
- Bosun's Bitter